# François Eid
François Eid OMM (* 24. Juli 1943 in Mtolleh in Chouf, Libanon) ist emeritierter maronitischer Bischof von Kairo und Prokurator des maronitischen Patriarchen beim Heiligen Stuhl.

## Leben
François Eid trat der maronitischen Ordensgemeinschaft Mariamitischer Maroniten-Orden (OMM) bei und empfing am 28. August 1971 die Priesterweihe. 1975 emigrierte er nach Montreal, Quebec, Kanada. Von 1999 bis 2005 war er Generalsuperior seines Ordens.
2005 wurde er von Papst Benedikt XVI. zum Bischof der Eparchie Kairo der Maroniten ernannt. Die Bischofsweihe spendete ihm der Patriarch der Maroniten des Libanon, Nasrallah Boutros Kardinal Sfeir, am 11. Februar 2006; Mitkonsekratoren waren Roland Aboujaoudé und Tanios El Khoury.
Am 16. Juni 2012 wurde François Eid zum Prokurator des maronitischen Patriarchen beim Heiligen Stuhl ernannt. Er trat als maronitischer Bischof von Kairo zurück.
Am 5. April 2014 wurde er von Papst Franziskus zum Mitglied der Kongregation für die Selig- und Heiligsprechungsprozesse ernannt.
Papst Franziskus ernannte ihn am 13. April 2015 zusätzlich zum Apostolischen Visitator für die maronitischen Gläubigen in Bulgarien, Griechenland und Rumänien. Von diesem Amt entband ihn der Papst am 11. Oktober 2018.